# Euro NCAP
| Clasament în funcție de vânzările de vehicule în 2017 | Țara           | Rata estimată de deces în trafic rutier la 100.000 de locuitori, 2018 |
| ----------------------------------------------------- | -------------- | --------------------------------------------------------------------- |
| 1                                                     | China          | 18.2                                                                  |
| 2                                                     | Statele Unite  | 12.4                                                                  |
| 3                                                     | Japonia        | 4.1                                                                   |
| 4                                                     | India          | 22.6                                                                  |
| 5                                                     | Germania       | 4.1                                                                   |
| 6                                                     | Marea Britanie | 3.1                                                                   |
| 7                                                     | Franța         | 5.5                                                                   |
| 8                                                     | Brazilia       | 19.7                                                                  |
| 9                                                     | Italia         | 5.6                                                                   |
| 10                                                    | Canada         | 5.8                                                                   |

European New Car Assessment Programme (Euro NCAP) este o organizație europeană de evaluare a siguranței oferită de vehiculele noi, cu sediul în Louvain, Belgia. A fost format în 1996, primele rezultate fiind publicate în februarie 1997. A fost început inițial de Laboratorul de Cercetare în Transport al Departamentului pentru Transport din Regatul Unit, dar ulterior a fost susținut de mai multe guverne europene, precum și de Uniunea Europeană. Sloganul lor este „For Safer Cars” (în română „Pentru mașini mai sigure”). 